# Église Notre-Dame de Joux-la-Ville
L'église Notre-Dame est une église située sur la commune de Joux-la-Ville, dans le département de l'Yonne, en France.

## Localisation
L'église à l'est du village, se trouve en bordure de la route départementale 11.

## Historique
L'édifice est classé au titre des monuments historiques par arrêté du 15 janvier 1908.

## Description
Cette église se caractérise notamment portail à deux portes et nefs de style ogival flamboyant, tour carrée (XVIe siècle) à droite du chœur, chœur Renaissance avec bas-côtés.
A l'intérieur se trouvent des stalles sculptées (XVIIIe siècle) et des statues d'art populaire.

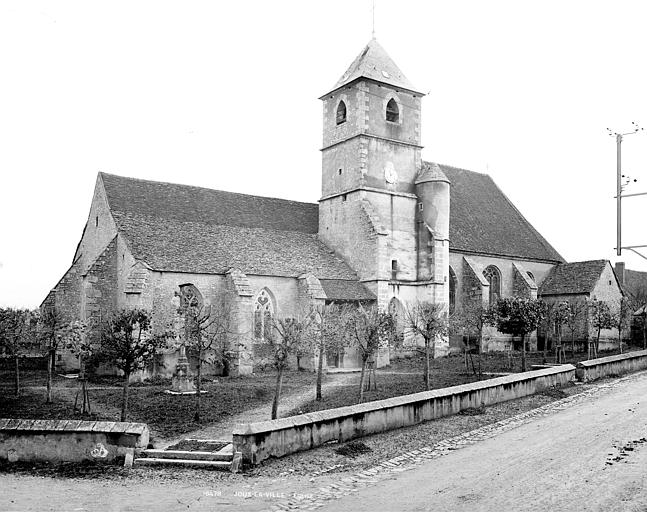
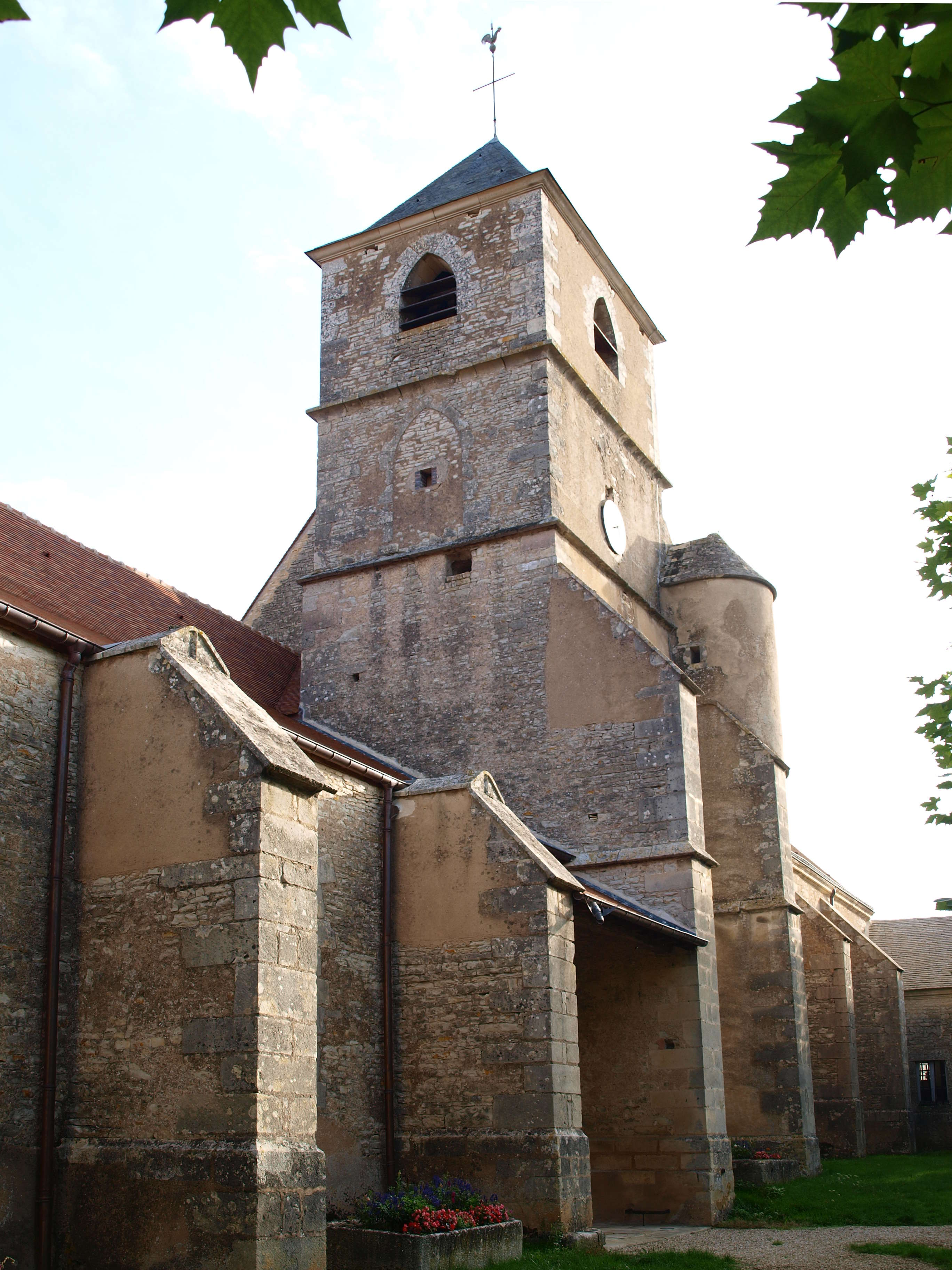
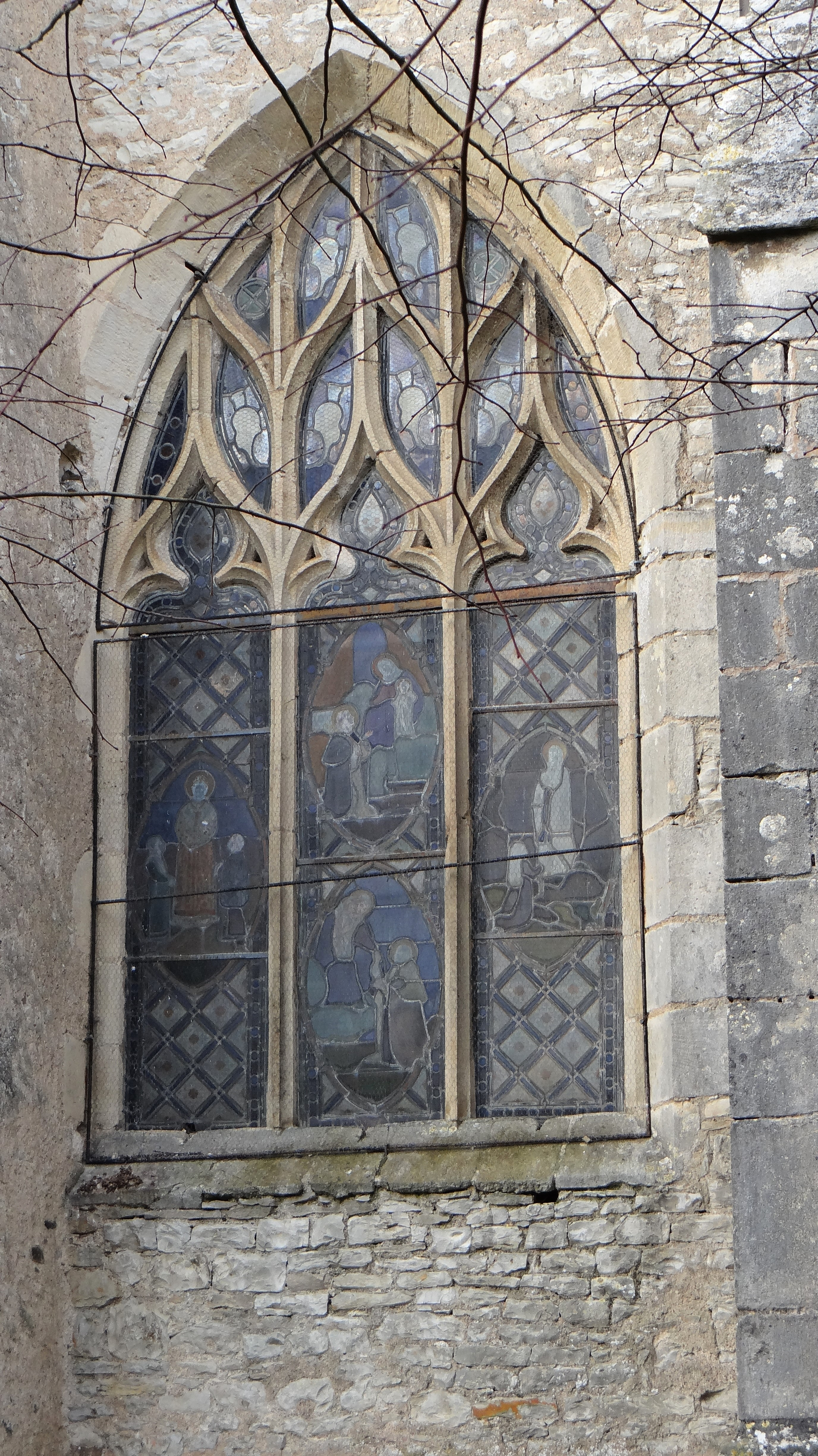
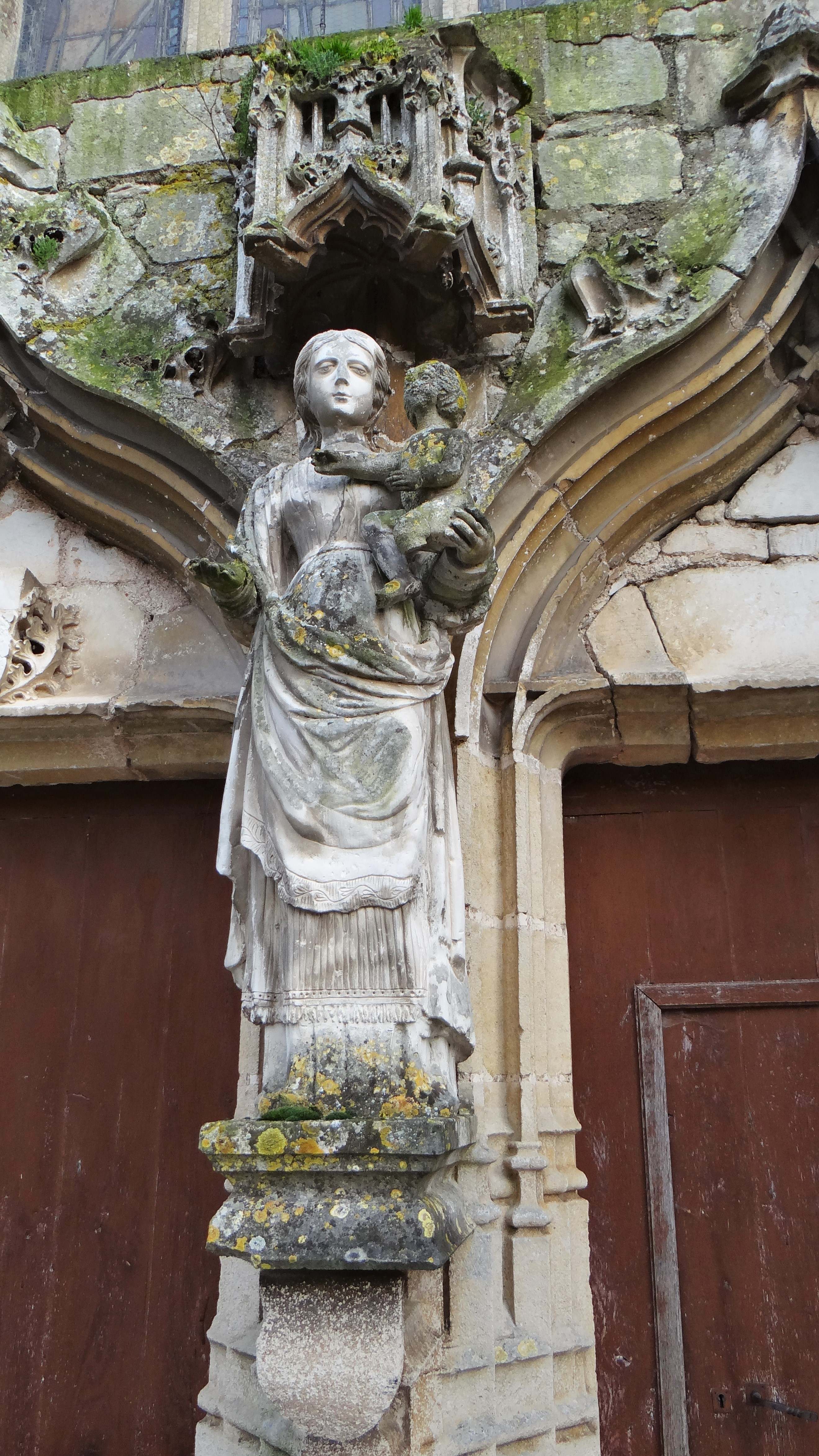
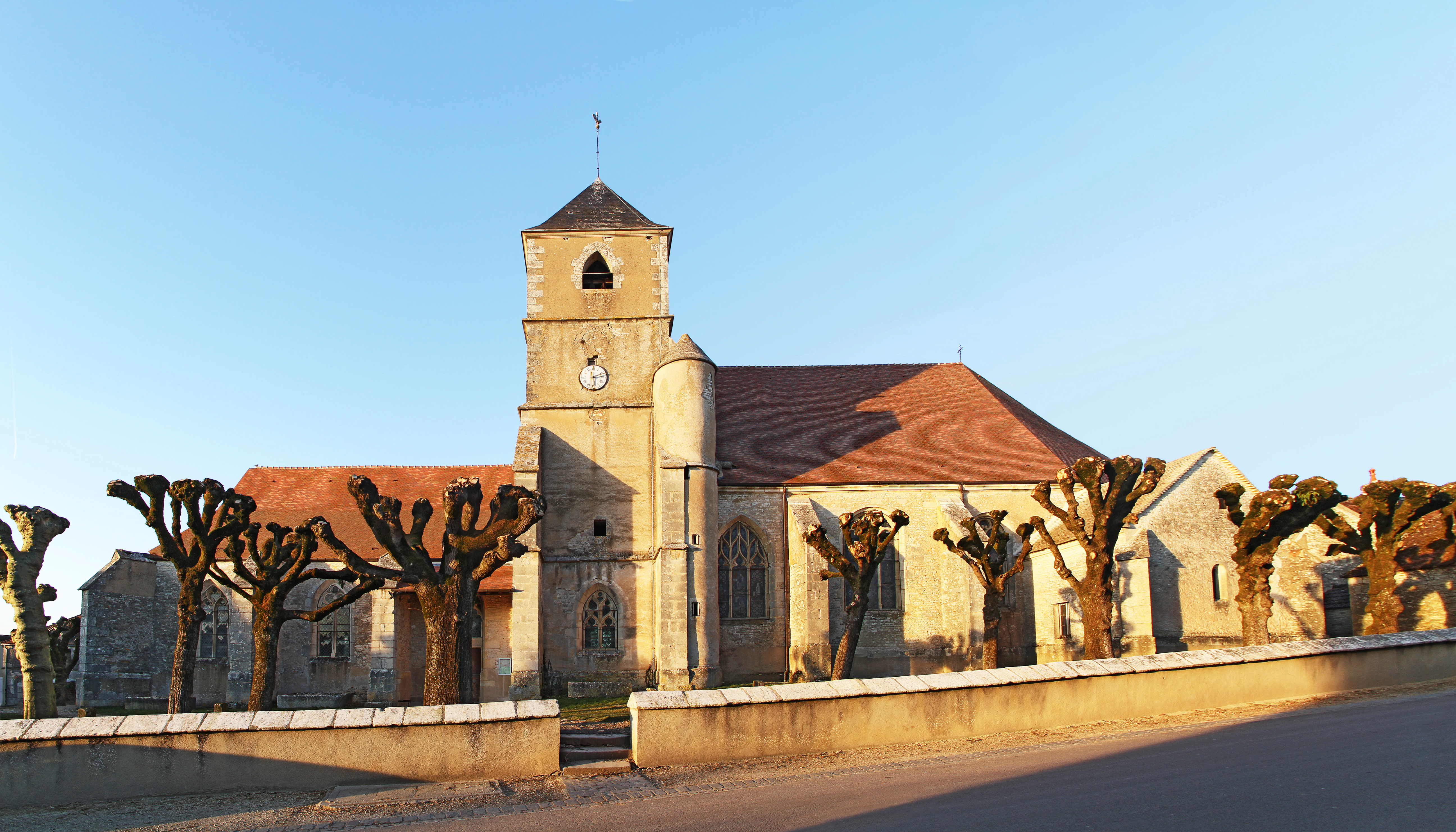